# Ugrai Roland
Ugrai Roland (Békéscsaba, 1992. november 13. –) magyar válogatott labdarúgó, csatár, a Gyirmót játékosa.

## Pályafutása

### Klubcsapatokban
2014. február 20-án három és fél évre a Ferencvároshoz szerződött.
2016 nyarán a Diósgyőri VTK játékosa lett. Két szezont töltött a miskolci klubnál, ahol teljesítményével a válogatottba való meghívót is kiérdemelte. 2018 nyarán fegyelmi okokból kikerült a DVTK keretéből. Augusztus 31-én felbontották a szerződését.
2018. szeptember 13-án a görög első osztályban szereplő Atrómitosz csapatához írt alá. Szeptember 16-án, a bajnokság 3. fordulójában mutatkozott be új csapatában; a PASZ Lamía ellen 1–0-ra megnyert bajnokin kezdőként 60 percet játszott. A következő fordulóban, az AÉ Láriszasz ellen 2–0-ra megnyert bajnokin megszerezte első gólját a görög csapatban. A következő fordulóban újra eredményes volt a Levadiakósz ellen 2–0-ra megnyert mérkőzésen. November 3-án gólt lőtt a PAÓK elleni 1–1-es döntetlen alkalmával. Görögországban töltött ideje alatt többször is sérülések hátráltatták, összesen 28 tétmérkőzésen lépett pályára a klub színeiben, ezeken pedig ötször talált az ellenfelek kapujába. 2020 januárjában családi okokra hivatkozva kérte szerződése felbontását.
2020. február 11-én a Budapest Honvéd szerződtette. 2020 decemberében a Honvéd közös megegyezéssel szerződést bontott Ugraival, aki 21 bajnoki mérkőzésen négyszer volt eredményes a klub színeiben. 2021 márciusában a DVSC szerződtette. 2022. augusztus 11-én a török Pendikspor csapatába igazolt.
2023 júniusában 2+1 évre szóló szerződést kötött Mezőkövesddel.

### A válogatottban
2017-ben meghívott kapott Bernd Storck szövetségi kapitánytól az október 7-ei és az október 10-ei Svájc és Feröer elleni mérkőzésekre készülő felnőtt válogatott keretébe.
2017. október 7-én Bázelben debütált felnőtt válogatottban Svájc ellen, 89. percben 
megszerezte első gólját is, mely a második szépítő találat volt az 5–2-re elveszített vb-selejtező mérkőzésen. Ez az azt megelőző húsz évben csak Kleinheisler Lászlónak, Huszti Szabolcsnak, Juhász Rolandnak, Szabics Imrének, Fehér Miklósnak és Kovács Zoltánnak sikerült.

## Sikerei, díjai
Ferencvárosi TC
- Magyar első osztály, bronzérmes: 2014
- Magyar Kupa-győztes: 2015
- Magyar első osztály, ezüstérmes: 2015
- Magyar Ligakupa-győztes: 2015
- Magyar Szuperkupa-győztes: 2015

 Budapest Honvéd
- Magyar Kupa-győztes: 2019–20

## Statisztika

### Klubcsapatokban
2022. november 9-én lett frissítve.
| Klub            | Szezon | Liga            | Liga  | Kupa            | Kupa  | Ligakupa        | Ligakupa | Európai         | Európai | Összesen        | Összesen |
| Klub            | Szezon | Pályára lépések | Gólok | Pályára lépések | Gólok | Pályára lépések | Gólok    | Pályára lépések | Gólok   | Pályára lépések | Gólok    |
| --------------- | ------ | --------------- | ----- | --------------- | ----- | --------------- | -------- | --------------- | ------- | --------------- | -------- |
| Haladás         |        |                 |       |                 |       |                 |          |                 |         |                 |          |
| 2008–09         | 0      | 0               | 0     | 0               | 1     | 0               | 0        | 0               | 1       | 0               |          |
| 2009–10         | 2      | 1               | 0     | 0               | 0     | 0               | 1        | 0               | 3       | 1               |          |
| 2010–11         | 4      | 0               | 1     | 0               | 3     | 0               | 0        | 0               | 8       | 0               |          |
| 2011–12         | 9      | 1               | 1     | 0               | 5     | 2               | 0        | 0               | 15      | 3               |          |
| 2012–13         | 21     | 3               | 2     | 0               | 1     | 0               | 0        | 0               | 24      | 3               |          |
| 2013–14         | 11     | 3               | 3     | 2               | 0     | 0               | 0        | 0               | 14      | 5               |          |
| 2015–16         | 17     | 3               | 3     | 2               | 0     | 0               | 0        | 0               | 20      | 5               |          |
| összesen        | 65     | 11              | 10    | 4               | 10    | 2               | 1        | 0               | 86      | 17              |          |
| Ferencváros     |        |                 |       |                 |       |                 |          |                 |         |                 |          |
| 2013–14         | 8      | 0               | 0     | 0               | 3     | 3               | 0        | 0               | 11      | 3               |          |
| 2014–15         | 14     | 2               | 3     | 1               | 10    | 3               | 3        | 2               | 29      | 8               |          |
| 2015–16         | 0      | 0               | 0     | 0               | 0     | 0               | 1        | 0               | 1       | 0               |          |
| összesen        | 22     | 2               | 3     | 1               | 13    | 6               | 4        | 2               | 42      | 11              |          |
| Diósgyőr        |        |                 |       |                 |       |                 |          |                 |         |                 |          |
| 2016–17         | 18     | 5               | 3     | 3               | 0     | 0               | 0        | 0               | 21      | 8               |          |
| 2017–18         | 31     | 10              | 5     | 2               | 0     | 0               | 0        | 0               | 36      | 12              |          |
| 2018–19         | 2      | 0               | 0     | 0               | 0     | 0               | 0        | 0               | 2       | 0               |          |
| összesen        | 51     | 15              | 8     | 5               | 0     | 0               | 0        | 0               | 59      | 20              |          |
| Atrómitosz      |        |                 |       |                 |       |                 |          |                 |         |                 |          |
| 2018–19         | 11     | 3               | 2     | 0               | 0     | 0               | 0        | 0               | 13      | 3               |          |
| 2019–20         | 9      | 2               | 1     | 0               | 0     | 0               | 2        | 0               | 12      | 2               |          |
| összesen        | 20     | 5               | 3     | 0               | 0     | 0               | 2        | 0               | 25      | 5               |          |
| Budapest Honvéd |        |                 |       |                 |       |                 |          |                 |         |                 |          |
| 2019–20         | 13     | 3               | 5     | 0               | –     | –               | 0        | 0               | 18      | 3               |          |
| 2020–21         | 8      | 1               | 1     | 0               | –     | –               | 2        | 0               | 11      | 1               |          |
| összesen        | 21     | 4               | 6     | 0               | 0     | 0               | 2        | 0               | 29      | 4               |          |
| Debreceni VSC   |        |                 |       |                 |       |                 |          |                 |         |                 |          |
| 2020–21         | 8      | 3               | 1     | 0               | –     | –               | –        | –               | 9       | 3               |          |
| 2021–22         | 25     | 10              | 2     | 0               | –     | –               | –        | –               | 27      | 10              |          |
| összesen        | 33     | 13              | 3     | 0               | 0     | 0               | 0        | 0               | 36      | 13              |          |
| Pendikspor      |        |                 |       |                 |       |                 |          |                 |         |                 |          |
| 2022–23         | 3      | 0               | 1     | 0               | –     | –               | –        | –               | 4       | 0               |          |
| összesen        | 3      | 0               | 1     | 0               | 0     | 0               | 0        | 0               | 4       | 0               |          |
| K. összesen     |        | 215             | 50    | 34              | 10    | 23              | 8        | 9               | 2       | 281             | 70       |

### A válogatottban
2018. március 23-án frissítve
| Magyarország | Magyarország    | Magyarország |
| Év           | Pályára lépések | Gólok        |
| ------------ | --------------- | ------------ |
| 2017         | 4               | 1            |
| 2018         | 1               | 0            |
| Összesen     | 5               | 1            |

### Mérkőzései a válogatottban
| Magyarország | Magyarország       | Magyarország                   | Magyarország | Magyarország | Magyarország | Magyarország | Magyarország | Magyarország |
| #            | Dátum              | Helyszín                       | Hazai        | Eredmény     | Vendég       | Kiírás       | Gólok        | Esemény      |
| ------------ | ------------------ | ------------------------------ | ------------ | ------------ | ------------ | ------------ | ------------ | ------------ |
| 1.           | 2017. október 7.   | Bázel, St. Jakob-Park          | Svájc        | 5 – 2        | Magyarország | vb-selejtező | 1            | 35' 89'      |
| 2.           | 2017. október 10.  | Budapest, Groupama Aréna       | Magyarország | 1 – 0        | Feröer       | vb-selejtező | -            | 89'          |
| 3.           | 2017. november 9.  | Luxembourg, Stade Josy Barthel | Luxemburg    | 2 – 1        | Magyarország | barátságos   | -            | 56'          |
| 4.           | 2017. november 14. | Budapest, Groupama Aréna       | Magyarország | 1 – 0        | Costa Rica   | barátságos   | -            | 90'          |
| 5.           | 2018. március 23.  | Budapest, Groupama Aréna       | Magyarország | 2 – 3        | Kazahsztán   | barátságos   | -            | 46'          |
|              | Összesen           |                                |              | 5            | mérkőzés     |              | 1            | gól          |

### Válogatott góljai
2017. október 7-én frissítve.
| #  | Dátum            | Helyszín                     | Ellenfél | Gólja | Végeredmény | Kiírás               |
| -- | ---------------- | ---------------------------- | -------- | ----- | ----------- | -------------------- |
| 1. | 2017. október 7. | St. Jakob-Park, Bázel, Svájc | Svájc    | 5–2   | 5–2         | 2018-as vb-selejtező |